# 屏边红豆
屏边红豆（学名：Ormosia pingbianensis）为豆科红豆属下的一个种。

## 扩展阅读
- 維基物種上的相關：屏边红豆